# Campionato rumeno di pallamano maschile
Il campionato di pallamano in Romania è organizzato dalla federazione di pallamano della Romania.

La Liga Națională è la massima divisione la cui prima edizione si è svolta nel 1958. Dal 1933 al 1963 erano organizzati anche campionati di pallamano a 11.

## Storia

### Pallamano a 11

#### Dal 1933 al 1945
Nel 1931 e nel 1932 venne organizzato il Campionatul Transilvaniei (campionato della Transilvania) giocato da selezioni cittadine. Entrambe le edizioni vennero vinte dalla città di Sibiu. Il primo campionato nazionale, organizzato dal comitato di Sibiu, fu vinto dal Handball Turn Verein Sibiu. A partire dall'anno successivo l'organizzazione passò alla F.R.V.B. che stabilì 3 gironi: Centro – Transilvania, Ovest – Banato e Sud – Bucurarest, con le successive finali. Negli anni della seconda guerra mondiale vennero ugualmente organizzati incontri, spesso con squadre formate da militari. Nel 1940, 1944 e 1945 non si disputò il campionato che invece fu giocato nel 1941, 1942 e 1943 anche se in seguito i risultati non vennero omologati perché diverse squadre non furono in grado di disputare qualche incontro

#### Nel dopoguerra
L'attività riprese nel dopoguerra e il primo campionato si tenne nel 1946. Il Partito Comunista Rumeno giunto al potere costituì un'organizzazione con lo scopo di disciplinare e finanziare l'attività sportiva di massa, la Organele sindicale.
Fino al 1949 la formula era a eliminazione diretta e vinsero squadre transilvane grazie anche al supporto di diversi giocatori sassoni e serbi. Dal 1950, con l'ingresso della polisportiva Clubul Sportiv al Armatei Steaua București prima e della Clubul Sportiv Dinamo București poi il baricentro si sposta verso la capitale.

### Pallamano a 7
Nella stagione 1958-1959 incomincia il campionato di pallamano maschile a 7, denominato Categoria A, diviso in 2 gironi a 10 squadre. I primi due classificati di ogni girone disputano la fase finale che assegna lo scudetto. Le prime nove edizioni sono vinte da squadre della capitale, 8 la Dinamo e 1 lo Steaua. Dal 1964-1965 cambia il nome in Divizia A e lo Steaua Bucarest domina arrivando a vincere 22 campionati su 24 tra il 1967 e il 1990.
A partire dal 1997-1998 il torneo viene disputato in un girone unico di 14 squadre.

## Albo d'oro
| Edizione | Vincitore       |
| -------- | --------------- |
| 1958-59  | Dinamo Bucarest |
| 1959-60  | Dinamo Bucarest |
| 1960-61  | Dinamo Bucarest |
| 1961-62  | Dinamo Bucarest |
| 1962-63  | Steaua Bucarest |
| 1963-64  | Dinamo Bucarest |
| 1964-65  | Dinamo Bucarest |
| 1965-66  | Dinamo Bucarest |
| 1966-67  | Steaua Bucarest |
| 1967-68  | Steaua Bucarest |
| 1968-69  | Steaua Bucarest |
| 1969-70  | Steaua Bucarest |
| 1970-71  | Steaua Bucarest |
| 1971-72  | Steaua Bucarest |
| 1972-73  | Steaua Bucarest |
| 1973-74  | Steaua Bucarest |
| 1974-75  | Steaua Bucarest |
| 1975-76  | Steaua Bucarest |
| 1976-77  | Steaua Bucarest |
| 1977-78  | Dinamo Bucarest |
| 1978-79  | Steaua Bucarest |
| 1979-80  | Steaua Bucarest |
| 1980-81  | Steaua Bucarest |
| 1981-82  | Steaua Bucarest |
| 1982-83  | Steaua Bucarest |
| 1983-84  | Steaua Bucarest |
| 1984-85  | Steaua Bucarest |
| 1985-86  | Dinamo Bucarest |
| 1986-87  | Steaua Bucarest |
| 1987-88  | Steaua Bucarest |
| 1988-89  | Steaua Bucarest |

| Edizione | Vincitore                                        |
| -------- | ------------------------------------------------ |
| 1989-90  | Steaua Bucarest                                  |
| 1990-91  | Politehnica Timișoara                            |
| 1991-92  | Universitatea Craiova                            |
| 1992-93  | Universitatea Craiova                            |
| 1993-94  | Steaua Bucarest                                  |
| 1994-95  | Dinamo Bucarest                                  |
| 1995-96  | Steaua Bucarest                                  |
| 1996-97  | Dinamo Bucarest                                  |
| 1997-98  | Minaur Baia Mare                                 |
| 1998-99  | Minaur Baia Mare                                 |
| 1999-00  | Steaua Bucarest                                  |
| 2000-01  | Steaua Bucarest                                  |
| 2001-02  | FibrexNylon Săvinești                            |
| 2002-03  | FibrexNylon Săvinești                            |
| 2003-04  | HCM Constanța                                    |
| 2004-05  | Dinamo Bucarest                                  |
| 2005-06  | HCM Constanța                                    |
| 2006-07  | HCM Constanța                                    |
| 2007-08  | Steaua Bucarest                                  |
| 2008-09  | HCM Constanța                                    |
| 2009-10  | HCM Constanța                                    |
| 2010-11  | HCM Constanța                                    |
| 2011-12  | HCM Constanța                                    |
| 2012-13  | HCM Constanța                                    |
| 2013-14  | HCM Constanța                                    |
| 2014-15  | Minaur Baia Mare                                 |
| 2015-16  | Dinamo Bucarest                                  |
| 2016-17  | Dinamo Bucarest                                  |
| 2017-18  | Dinamo Bucarest                                  |
| 2018-19  | Dinamo Bucarest                                  |
| 2019-20  | Non assegnato a causa della pandemia di COVID-19 |

| Edizione | Vincitore       |
| -------- | --------------- |
| 2020-21  | Dinamo Bucarest |
| 2021-22  | Dinamo Bucarest |
| 2022-23  | Dinamo Bucarest |
| 2023-24  | Dinamo Bucarest |
| 2024-25  | Dinamo Bucarest |

## Riepilogo vittorie per club
| Numero | Club                      | Anni |
| ------ | ------------------------- | --- |
| 28     | Steaua Bucarest           | 1962-63, 1966-67, 1967-68, 1968-69, 1969-70, 1970-71, 1971-72, 1972-73, 1973-74, 1974-75, 1975-76, 1976-77, 1978-79, 1979-80, 1980-81, 1981-82, 1982-83, 1983-84, 1984-85, 1986-87, 1987-88, 1988-89, 1989-90, 1993-94, 1995-96, 1999-00, 2000-01, 2007-08 |
| 20     | Dinamo Bucarest           | 1958-59, 1959-60, 1960-61, 1961-62, 1963-64, 1964-65, 1965-66, 1977-78, 1985-86, 1994-95, 1996-97, 2004-05, 2015-16, 2016-17, 2017-18, 2018-19, 2020-21, 2021-22, 2022-23, 2023-24, 2024-25                                                                |
| 9      | CSM Constanța             | 2003-04, 2005-06, 2006-07, 2008-09, 2009-10, 2010-11, 2011-12, 2012-13, 2013-14 |
| 3      | Minaur Baia Mare          | 1997-98, 1998-99, 2014-15 |
| 2      | HC FibrexNylon Săvinești  | 2001-02, 2002-03 |
| 2      | CS Universitatea Craiova  | 1991-92, 1992-93 |
| 1      | CSU Politehnica Timișoara | 1990-91 |